# Плевак Юхим Фролович
Юхим Фролович Плевак (1907, село Москвитянівка, тепер Полонського району Хмельницької області — ?) — український радянський діяч, голова колгоспу «Прогрес» Грицівського району Кам'янець-Подільської (Хмельницької) області. Депутат Верховної Ради СРСР 1-го скликання.

## Життєпис
Народився в бідній селянській родині. З п'ятнадцятирічного віку осиротів. З 1919 року наймитував у заможних селян, з 1920 року працював у сільському господарстві матері.
У 1929 році вступив до колгоспу. З 1929 року працював у комсомольській організації колгоспу села Москвитянівки на Поділлі.
З 1931 року — голова колгоспу «Прогрес» села Москвитянівки Грицівського (Полонського) району Кам'янець-Подільської (Хмельницької) області.
Член ВКП(б) з січня 1938 року.
З 1938 року — директор Грицівської машинно-тракторної станції (МТС) Грицівського району Кам'янець-Подільської області.
Подальша доля невідома.